# 龍騰文化
龍騰文化事業股份有限公司，簡稱龍騰文化，位於臺灣之教育圖書出版文化公司，總公司設於新北市五股區新北產業園區內，主要產品為高中、高職教科書及參考書。

## 企業歷史
龍騰文化最初是以「成龍圖書公司」面世，由李枝昌成立於1977年，專門出版高職升學用書。期間，成龍圖書公司規模日漸擴充，因此在1987年成立「龍騰文化」，出版高職教科書及高中藝能科教科書。
1990年，龍騰文化在台中市、高雄市分別成立中區、南區分公司。而台北總公司歷經多次遷移之後，1995年在五股工業區（現新北產業園區）自地自建獨棟總部「龍騰文化大樓」。
1999年，中華民國教育部全面開放高中教科書民間審定本，龍騰文化的產品線自此擴張至高中、高職全系列教科書及參考書。
2006年，龍騰文化成立子公司康熹文化，出版高中教科書、參考書。
2016年，龍騰學校董事會向康橋國際學校申請成立「新北市林口康橋國際高級中等學校 （页面存档备份，存于）」，延續康橋十七年的辦學經驗。
2021年，龍騰成立「elevo艾樂維教育科技股份有限公司 （页面存档备份，存于）」關係企業，經營線上學習平台，同年5月舉辦正式啟用記者會，邀請Sandy吳姍儒擔任見證大使及曾獲十大傑出青年、NTHU傑出導師獎、傑出教學獎的林秀豪教授出席。

## 產品內容
- 高中職教材：涵蓋國文、英文、數學、自然、社會等教科書。
- 高中職參考書：升學參考書、教學式講義、測驗卷等。
- 輔助教學教材：教師手冊、教師用書、學習單、授課計劃表等。
- 輔助教學媒體：圖卡、投影片、幻燈片、語音CD、互動式光碟、電子教案、教學影片及題庫命題系統等。

## 外部連結
- 龍騰文化事業 （页面存档备份，存于）
- elevo教育科技股份有限公司 （页面存档备份，存于）